# بنكوي حيدرلو (مقاطعة فراشبند)
بنكوي حيدرلو (بالفارسية: بنکوی حیدرلو) هي قرية تقع في قسم آويز الريفي في إيران. يقدر عدد سكانها بـ 0 نسمة بحسب إحصاء 2016.